# Сила высоты (пісня)
«Сила высоты »  — пісня української співачки Тіни Кароль. Як  сингл випущений 6 грудня 2018 року. Входить до альбому  "Найти своих".

## Опис
"Сила высоты" - це пісня про відданість жінки своєму чоловікові, яка покірно оберігає його".

В кінці листопада 2018 року, Тіна Кароль опублікувала тизер на своїй сторінці в Instagram, в якому грає початок її нової пісні "Сила высоты" . 6 грудня, у своїх соціальних мережах співачка написала: "Зустрічайте прем'єру кліпу на нову пісню "Сила высоты" і призвала прихильників ділитися своїми враженнями про твір
“Я щаслива знову об'єднати навколо себе найкращих та створити нове життя. Пісні для мене – це мої життя”, – каже Тіна Кароль.
Музику та слова пісні «Сила высоты» написав Єгор Солодовников, автор знаменитого хіта Тіни Кароль «Сдаться ты всегда успеешь»
"Тіна Кароль дійсно унікальний Артист з великої букви! Я захоплений, наскільки глибоко вона відчуває, розуміє і управляє усіма енергіями і процесами. Навіть тими, які, на перший погляд, не дуже важливі. Цей дар, цей смак і відрізняє артиста від Великого Артиста! Для мене велика честь і подарунок долі доторкнутися до музики разом з Тіною. Вона наповнила цю пісню собою, вдихнула в неї сильне, свіже, потужне і відкрите життя", - говорить автор пісні Єгор Солодовников.

## Відеокліп
Режисером роботи виступив відомий естонський кліпмейкер Хиндрек Маасик,. У новому відеокліпі на пісню "Сила висоти", Хиндрек робить ставку на жіночність і красу самої Тіни Кароль, обіграє в кліпі граціозність її привабливого образу.
"Кліп на пісню Тіни Кароль "Сила высоти" - це еталонне відображення краси жінки. Тіна надихає знімати такі чуттєві, художні, тонкі по сенсу роботи. Її сексуальність делікатна, її магнетизм в деталях. Переступаючи через шаблони миттєвих запитів, я хотів показати в цьому кліпі ясну, красиву, щиру картину, як би це зробив будь-який художник. Для багатьох в мистецтві Тіна Кароль є музою, і для мене у тому числі", - говорить режисер кліпу Хиндрек Маасик.
За стиль співачки в кліпі відповідала український стиліст Ольга Ревуцкая, яка спільно з київським сімейним ательє "Masterskaya" створювала для неї спокусливі образи

## Live виконання
31 грудня 2018, Тіна Кароль виступила на шоу "Новорічний Вечірній квартал", де виконала пісні "Дикая вода" і нову композицію "Сила высоти"
7 квітня 2019 року співачка виступила з композицією «Сила высоти» у 12-му випуску 9-го сезону вокального шоу «Голос країни» на телеканалі 1+1 
11 квітня 2019, на шоу-концерті "Вечір прем'єр" з Катериною Осадчою, співачка виступила з композицією "Сила высоти"
24 серпня 2019 року, у грандіозному святковому шоу "З Днем народження, Україно!", від телеканалу «Україна», Тіна Кароль виступила з піснею «Сила висоти».

## Список композицій
| Цифрове завантаження, стримінг | Цифрове завантаження, стримінг | Цифрове завантаження, стримінг | Цифрове завантаження, стримінг | Цифрове завантаження, стримінг |
| #                              | Назва                          | Автор слів                     | Автор музики                   | Тривалість                     |
| ------------------------------ | ------------------------------ | ------------------------------ | ------------------------------ | ------------------------------ |
| 1.                             | «Сила высоты»                  | Єгор Солодовніков              | Єгор Солодовніков, Yoad Nevo   | 3:04                           |

## Чарти
| Чарт (2019)                             | Найвища позиція |
| --------------------------------------- | --------------- |
| Київ (TopHit City & Country Radio Hits) | 15              |
| СНД (Tophit)                            | 194             |
| Ukraine Airplay (Tophit)                | 8               |

| Чарт (2019)                                | Позиція |
| ------------------------------------------ | ------- |
| Київ (TopHit City & Country Radio Hits)    | 19      |
| Україна (TopHit City & Country Radio Hits) | 11      |
| Україна (TopHit Radio & YouTube Hits)      | 27      |
| Україна (TopHit YouTube Hits)              | 85      |

### Річні чарти
| Чарт (2019)                                | Позиція |
| ------------------------------------------ | ------- |
| Україна (TopHit City & Country Radio Hits) | 94      |
| Україна (TopHit Radio & YouTube Hits)      | 133     |

## Номинації та нагороди
| Рік  | Нагорода        | Номінована робота | Категорія           | Результат | Іс.    |
| ---- | --------------- | ----------------- | ------------------- | --------- | ------ |
| 2019 | M1 Music Awards | «Сила высоты»     | «Золотой грамофон « | Перемога  | [ 19 ] |